# Pristimera tulasnei
Pristimera tulasnei là một loài thực vật có hoa trong họ Dây gối. Loài này được (Drake) N. Hallé miêu tả khoa học đầu tiên năm 1978.